# Oštra Stijena
Oštra Stijena (izvirno srbsko Оштра Стијена) je naselje v Srbiji, ki upravno spada pod Občino Prijepolje; slednja pa je del Zlatiborskega upravnega okraja.

## Demografija
V naselju živi 103 polnoletnih prebivalcev, pri čemer je njihova povprečna starost 39,8 let (37,8 pri moških in 42,1 pri ženskah). Naselje ima 36 gospodinjstev, pri čemer je povprečno število članov na gospodinjstvo 3,42.
Prebivalstvo je večinoma nehomogeno, a v času zadnjih treh popisov je opazno zmanjšanje števila prebivalcev.
|  |

| Demografija | Demografija     | Demografija     |
| Leto        | Št. prebivalcev | Št. prebivalcev |
| ----------- | --------------- | --------------- |
|             |                 |                 |
|             |                 |                 |
|             |                 |                 |
|             |                 |                 |
| 1948        | 286             |                 |
| 1953        | 385             |                 |
| 1961        | 331             |                 |
| 1971        | 294             |                 |
| 1981        | 267             |                 |
| 1991        | 139             | 138             |
| 2002        | 140             | 123             |
|             |                 |                 |

| Etnična sestava po popisu iz leta 2002 | Etnična sestava po popisu iz leta 2002 | Etnična sestava po popisu iz leta 2002 | Etnična sestava po popisu iz leta 2002 | Etnična sestava po popisu iz leta 2002 |
| -------------------------------------- | -------------------------------------- | -------------------------------------- | -------------------------------------- | -------------------------------------- |
| Bošnjaki                               | Bošnjaki                               |                                        | 79                                     | 64,22%                                 |
| Muslimani                              | Muslimani                              |                                        | 36                                     | 29,26%                                 |
| Srbi                                   | Srbi                                   |                                        | 4                                      | 3,25%                                  |
| Jugoslovani                            | Jugoslovani                            |                                        | 1                                      | 0,81%                                  |
| Neznano                                | Neznano                                |                                        | 3                                      | 2,43%                                  |